# 埃尔贝库尔
埃尔贝库尔（法語：Herbécourt，法語發音：[ɛʁbekuʁ]）是法国上法蘭西大區索姆省的一个市镇，属于佩罗讷区。

## 地理
埃尔贝库尔（49°55'19"N, 2°50'29"E）面积4.5 平方千米，位于法国上法蘭西大區索姆省，该省份为法国北部沿海省份，北起加来海峡省和北部省，西接滨海塞纳省和大西洋英吉利海峡，南至瓦兹省，东临埃纳省。
与埃尔贝库尔接壤的市镇（或旧市镇、城区）包括：阿斯维莱、栋皮埃尔-贝坎库尔、弗耶尔、弗洛库尔、弗里斯。

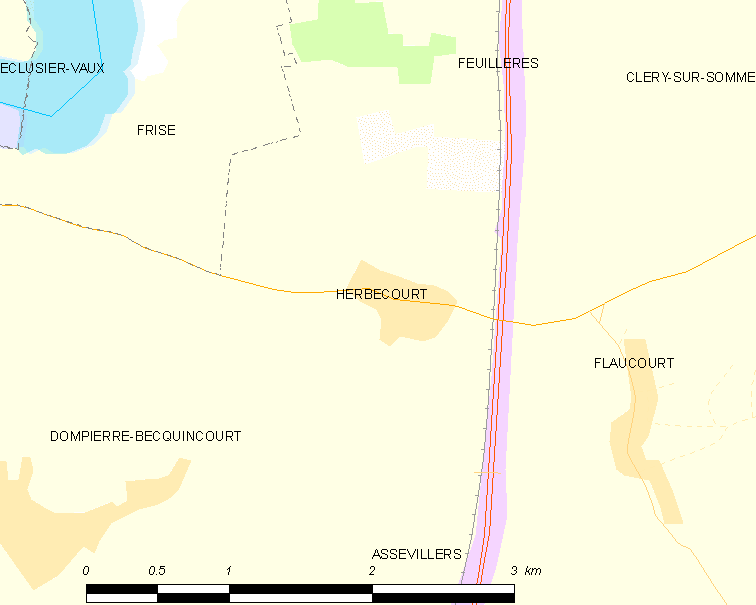
埃尔贝库尔的OSM定位图

埃尔贝库尔的时区为UTC+01:00、UTC+02:00（夏令时）。

## 行政
埃尔贝库尔的邮政编码为80200，INSEE市镇编码为80430。

## 政治
埃尔贝库尔所属的省级选区为佩罗讷县。

## 人口

1962-2008年间埃尔贝库尔人口变化图示

埃尔贝库尔于2022年1月1日时的人口数量为181人。